# Ameridion quantum
Ameridion quantum là một loài nhện trong họ Theridiidae.
Loài này thuộc chi Ameridion. Ameridion quantum được Herbert Walter Levi miêu tả năm 1959.